# Szabó Zsigmond (biológus)
Szabó Zsigmond (Lele, 1924. március 24. – Budapest, 2002. december 25.) biológus, biológiai szakíró, egyetemi oktató.

## Életútja
Tanulmányait a kolozsvári Református Kollégiumban (1934–42), a budapesti Magyar Királyi József Nádor Műszaki és Gazdaságtudományi Egyetem Állatorvosi Karán (1942–44), majd háromévi katonáskodás és hadifogság után a Bolyai Tudományegyetem Természetrajz–Biológia Karán (1947–50) végezte. 1963-ban a Bukaresti Tudományegyetemen doktorált. Helyettes tanár a kolozsvári 2. sz. Magyar Fiúlíceumban (1949), 1950-től a Bolyai Tudományegyetem állattani tanszékén tanársegéd, majd adjunktus. Ebben a beosztásban tanított a BBTE-n is, emberanatómiát, szövettant, embriológiát nyugalomba vonulásáig (1984). Nyugdíjasként, mint meghívott előadó, 1995–98 között sejttani és szövettani előadásokat tartott magyar nyelven. 1999-ben áttelepült Budapestre.

## Munkássága
Kutatási területe: az édesvízi halak élettana, neuroszekréció.
Közel száz tudományos dolgozata magyar, román, angol, német, francia, orosz nyelven hazai és külföldi szaklapokban, tudománynépszerűsítő írásai A Hét, TETT, Művelődés, Korunk, Natura, Szabadság, Romániai Magyar Szó hasábjain jelentek meg. Románról magyarra fordított több középiskolai biológia tankönyvet.

### Egyetemi jegyzetei
- Az ember anatómiája. I–II. (Kolozsvár, 1953);
- Zoologie generală (Kolozsvár, 1960);
- Curs de citologie, histologie şi embriologie animală (Kolozsvár, 1977).

### Kötetei
- Így látjuk ma a sejtet (Bukarest, 1967);
- A csírasejtek és a megtermékenyítés (Bukarest, 1972);
- Törpe óriások. Korszerűen a hormonokról (Kolozsvár, 1973. Antenna);
- A mozgás biológiája (Bukarest, 1976);
- A sejt élete (Kolozsvár, 1978);
- Hormonok (Kolozsvár, 1995).

## Társasági tagság
- Erdélyi Múzeum-Egyesület (EME) tagja